# SWR New Jazz Meeting
Das SWR New Jazz Meeting (Eigenschreibweise SWR NEWJazz Meeting) ist eine jährliche Veranstaltung des Südwestrundfunks. Sie wurde 1966 vom Südwestfunk-Jazzredakteur Joachim Ernst Berendt als Free Jazz Meeting Baden-Baden gegründet. Eingeladen wurden anfangs Musiker des Free Jazz, später des Avantgarde Jazz und World Jazz. Den beteiligten Musikern bietet die Veranstaltung „ein gesichertes Experimentierfeld“, auf dem sie, „frei von kommerziellen Erwägungen, mit Gleichgesinnten“ ihren „künstlerischen Ideen nachgehen“ können.
Aktuell erhalten die eingeladenen Musiker die Gelegenheit, mehrere Tage in einem Baden-Badener Rundfunkstudio zu proben und anschließend öffentlich aufzutreten. Zunächst wurden die Studioproduktionen vom Sender mitgeschnitten und gesendet, seit 1973 wurden sowohl die Studioproduktionen als auch die Abschlusskonzerte dokumentiert und gesendet; einige wurden als Tonträger veröffentlicht.

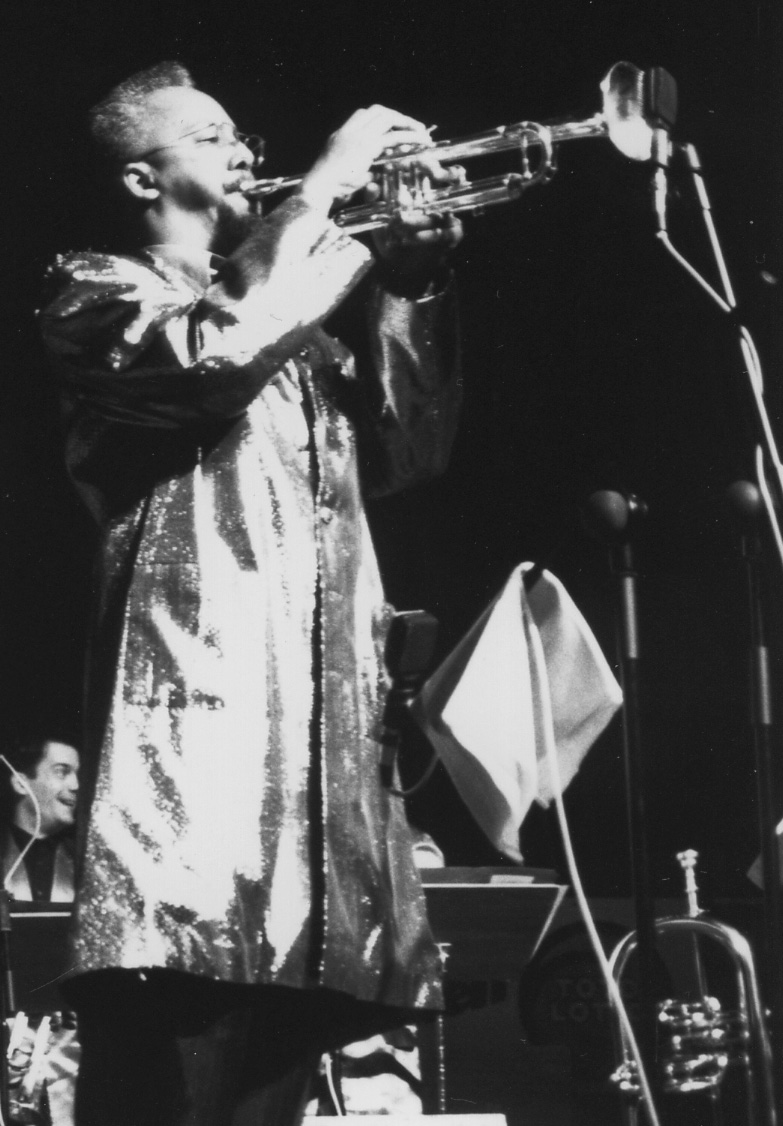
Lester Bowie Mitte der 1990er Jahre

## Geschichte
Joachim-Ernst Berendt beabsichtigte von vornherein, mit diesem Treffen den Musikern des damals noch jungen freien Jazz einen Ort zu geben, wo „diese ungestört durch Einflüsse von außen wie in einem Labor forschen und experimentieren konnten.“
Das Meeting war anfangs auf den Free Jazz ausgerichtet. Als Behrendt erkannte, dass sich diese Richtung überlebt hatte und das Meeting 1972 ausgefallen war, benannte er das Free Jazz Meeting in New Jazz Meeting um.
Die Baden-Baden Free Jazz Meetings vom Ende der 1960er bis Anfang der 1970er Jahre setzten nach Ansicht von George E. Lewis Maßstäbe für folgende Jazzfestivals, zum einen, weil sie weniger feste Gruppen oder Kompositionen herausstellten, sondern mehr Meetings im Sinne von Musiker-zentrierten Veranstaltungen waren und dabei Gelegenheiten für musikalischen und interkulturellen Austausch gaben. Darüber hinaus hatten die Meetings zunächst eine ähnliche Funktion wie die Darmstädter Ferienkurse für Komponisten. Wie die spätere Arbeit der Improvisationsgruppe Company von Derek Bailey, waren die Baden-Badener Meetings „beispielhaft in ihrer Konzeption, Musiker in einem [musikalischen] Raum zu platzieren, in dem es kaum aufgezwungene Vorbedingungen gab oder vielmehr die Historie und die Persönlichkeit der Musiker selbst die wesentlichen Vorbedingungen darstellten.“
Christian Broecking weist noch auf einen weiteren Aspekt hin, den das Meeting in den ersten Jahren für Berendt als Veranstalter hatte: Bei diesem Treffen „testete er aus, was überhaupt ging, und wenn es funktionierte, brachte er es auch zu den Donaueschinger Musiktagen oder zum Jazzfestival nach Berlin.“
Das Beispiel des Meetings von 1969 zeigt das Aufeinandertreffen amerikanischer und europäischer Avantgardemusiker: Steve McCall konnte die Organisatoren des Treffens überzeugen, die in Paris lebenden Musiker der Chicago Avantgarde einzuladen – Lester Bowie, Joseph Jarman und Roscoe Mitchell, außerdem den Pianisten Dave Burrell. Im Schwarzwald trafen sie auf sechzehn europäische Musiker, darunter Albert Mangelsdorff, Eje Thelin, Alan Skidmore, Heinz Sauer, Gerd Dudek, John Surman, Willem Breuker, Terje Rypdal, Leo Cuypers, Tony Oxley und Karin Krog. Das Free Jazz Meeting kann nach Ansicht von Lewis „als frühes Beispiel eines interkulturellen Ereignisses zwischen zwei entstehenden Avantgarden“ angesehen werden. Lester Bowie meinte noch kurz vor seinem Tod in einem Interview:
„I called it Gittin’ to Know Y’all because that’s what it was – being acquainted with them, getting to know each other.“
Die Gittin’ Session von 1969 habe nach Ansicht des Musikethnologen Mark Slobin die Aussicht auf eine Affinity interculture versprochen, eine „transnationale Performer-Zuhörer-Interessengruppe“, in der Publikum und Musiker verschiedene Grenzen überschritten.
Zunächst lud Berendt Musiker seiner Wahl ein. Bereits Mitte der 1970er gab er und später dann die nachfolgenden Jazzredakteure einem profilierten Musiker eine Carte blanche. Seitdem dürfen diese weitere Musiker einladen; mittlerweile geht es häufig darum, sich für eine bisher nicht realisierte Traumband ein neues Repertoire zu erarbeiten. Eine der Grundbedingungen des Treffens ist es, dass Musiker ausgewählt werden, „die sonst nicht miteinander spielen, gleichwohl aber eine gemeinsame musikalische Wurzel erkennen lassen.“
Nach Joachim-Ernst Berendt war für die Jahre zwischen 1987 und 1990 Werner Wunderlich für das New Jazz Meeting zuständig, von 1992 bis 2002 Achim Hebgen, von 2003 bis 2012 Reinhard Kager und ab 2013 Günther Huesmann. Dabei veränderten sich mit den Verantwortlichen auch die musikalischen Auseinandersetzungen. Vertieften etwa die von Hebgen gerufenen Musiker die Fusionierung mit der Weltmusik, so wurde unter Kager gefragt, wie sich „musikalische Parameter zeitgemäß fusionieren“ lassen. Rigobert Dittmann hob 2009 hervor, dass bei diesen Meetings „im Clash von Komposition und Improvisation, von akustischer und elektronischer Klangerzeugung […] bei diesen Meetings neue Synergien entwickelt und neue Produktionsbedingungen getestet“ wurden. Mittlerweile stehen wir bei einer Verbindung aus Puls, Groove, ausgefeilten Arrangements, freien Momenten und absoluter Virtuosität.

## Bedeutung
Die aufeinanderfolgenden Verantwortlichen des Meetings haben es „seit 1966 geschafft, Jazz auf der Höhe der jeweiligen Epoche zu produzieren und präsentieren.“ Nach Ansicht von Peter Kemper „hat sich das Treffen als innovationshungrige Institution bewährt, wo nicht nur sensibel auf die Herausforderungen der aktuellen Szene reagiert wird, sondern auch sich anbahnende Entwicklungen verstärkt werden: Sensor und Katalysator zugleich.“
Nach Sicht der veranstaltenden Rundfunkanstalt gingen aus dem Treffen „seit den 1970er Jahren Impulse für die vielfältigen Entwicklungen der europäischen Jazzemanzipation hervor.“ Auch wenn der Anstoß zur Gründung des Globe Unity Orchestra keinesfalls (wie der Sender meint) auf das Treffen in Baden-Baden zurückzuführen ist, konnten dort führende Musiker der Szene wie Carla Bley, John Surman, Albert Mangelsdorff oder Joachim Kühn „mit Kollegen langlebige künstlerische Verbindungen entwickeln. Auch jungen, damals noch relativ unbekannten Musikern wie 1982 Bobby McFerrin bot das Festival ein Karrieresprungbrett.“ Die von Berendt begründete Tradition vermochten nach Bewertung der Fachpresse auch „seine Nachfolger als Jazzredakteure dieser ARD-Anstalt kongenial fortzusetzen.“

## Dokumentation
- „All der Jazz – 50. SWR NEWJazz Meeting“ (Erstausstrahlung am 14. Januar 2018), SWR Fernsehen. Regie: Andreas Ammer[12]